# Diósd
Diósd è un comune dell'Ungheria di 7.889 abitanti (dati 2001) situato nella contea di Pest, nell'Ungheria settentrionale.